# Малинин, Борис Михайлович

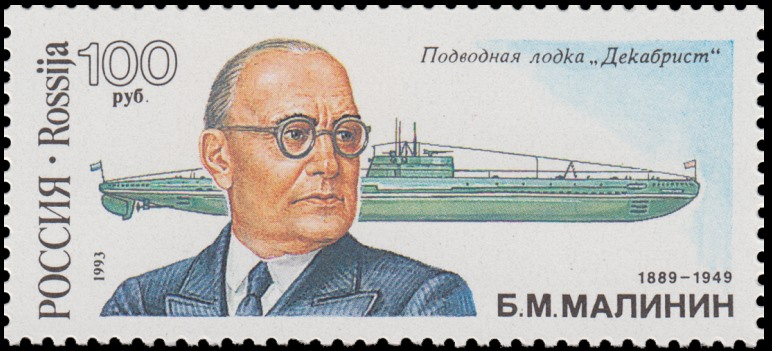
Почтовая марка. Б. М. Малинин (1889—1949). Портрет на фоне подводной лодки «Декабрист».

Бори́с Миха́йлович Мали́нин (1889—1949) — русский советский учёный-кораблестроитель, автор первых советских проектов подводных лодок типов «Декабрист», «Ленинец», «Щука». Лауреат Сталинской премии первой степени.

## Биография
Родился 1 (13) февраля 1889 года в семье оперных певцов в Москве. Сестра — Марина Раскова.
В 1906 году с золотой медалью окончил пятую московскую гимназию и поступил в Санкт-Петербургский политехнический институт.
В 1914 году после окончания кораблестроительного отделения, его приняли инженером-конструктором в отдел подводного плавания Балтийского судостроительного завода, где работал с известными (впоследствии) корабельными инженерами В. Т. Струнниковым и К. И. Руберовским. В то время Малинин участвовал, как молодой специалист, в постройке и ремонте подводных лодок по проектам И. Г. Бубнова. Ни в одной из своих биографий, написанных собственноручно, и статей Малинин никогда не говорил, что он был учеником И. Г. Бубнова. По признанию самого Малинина, авторы проектов в отношении строящихся подводных лодок и их проектирования вели себя «...крайне ревниво и всячески старались не пускать молодых специалистов дальше "порога"». Проектированием подводных лодок Малинин начал заниматься намного позже — в 1920-е годы. До осени 1917 года Отдел подводного плавания Балтийского судостроительного завода, в котором работал Малинин, построил и сдал флоту 8 подводных лодок типа «Барс» и модернизировал 10 других подводных лодок. Выходя в море на испытания, он приобретал опыт подводного плавания. С 16 октября 1917 года назначен заведующим Технического Бюро Отдела подводного плавания. 7 октября 1918 года уволен со службы. 1 мая 1919 года Б. М. Малинин переехал в Москву и поступил на работу в ВСНХ, где был назначен на должность заведующего судостроительной секции Отдела Металла. 5 июля 1920 года Б. М. Малинин возвращается на Балтийский завод и снова назначается заведующим Технического Бюро Отдела подводного плавания Балтийского завода. 1 октября 1922 года Б. М. Малинину поручается заведование всем Отделом подводного плавания Балтийского завода. 10 октября 1924 года Отдел Подводного плавания на Балтийском судостроительном заводе был расформирован и прекратил своё существование в виду отсутствия заказов на проектирование и строительство ПЛ, а также в связи с неудачными предложениями новых проектов ПЛ, исполненные инженерами отдела Подводного плавания. Как пишет С. А. Базилевский «Таким образом, за 8 лет работы в отделе подводного плавания Б. М. Малинин никакого опыта проектирования не получил». В 1924 года Балтийский завод был переподчинён Ленинградскому государственному всесоюзному судостроительному тресту (СУДОТРЕСТ) главного управления машиностроения и металлообработки ВСНХ СССР. Малинин перешёл на должность помощника главного инженера-механика Балтийского завода. Для получения профессиональных знаний и ознакомления с современным состоянием подводного судостроения и дизелестроения в конце сентября 1925 года Малинин был откомандирован за границу. В течение 3 месяцев в Италии и Германии он пытался собрать материал для пополнения личных знаний и по возможности архива. Его индивидуальной задачей был сбор материалов по лодкам в Германии и Италии. Но результат был более чем скромным. В Италии ему разрешили пройти беглым шагом по двум заводам, на которых строились лодки, при этом никаких объяснений, документов и чертежей ему не показали, а в Германии не позволили произвести внутренний осмотр лодок. Только в Риме ему удалось купить «с рук» чертёж общего расположения итальянской подводной лодки «Ballila», с подробной экспликацией, который в дальнейшем очень пригодился. Подводная лодка «Балилья» («Ballila») по проекту Чезаре Лауренти строилась на итальянской верфи фирмой «FIAT-San Giorgio» по заказу германского флота и сначала называлась «U-42», но к немцам так и не попала. После вступления Италии в войну против Германии итальянские ВМС оставили её себе и направили служить на Адриатику. 8 августа 1915 года новая ПЛ была зачислена в ВМС Италии, а 14 июля 1916 года во время патрулирования лодка была потоплена со всем экипажем австрийскими миноносцами у острова Лисса. Следовательно Б. М. Малинину достались чертежи морально устаревшей ПЛ, которая уже не имела грифа секретности.
1 ноября 1926 года было создано новое техническое бюро № 4 на Балтийском судостроительном заводе по проектированию подводных лодок, во главе с Б. М. Малининым. В новом Техбюро № 4, было всего 3 инженера — Малинин, Крюгер Э. Э., и Щеглов А. Н., не имевшие опыта в проектировании ПЛ с воплощением в металле, а также 4 чертёжника -конструктора. За короткий срок Малинин со своими подчинёнными (7 человек на момент создания бюро) рассчитал 32 варианта сочетаний тактико-технических элементов лодок различных типов. Из них были выбраны основные элементы головной лодки 1-й серии типа «Декабрист». Значительную помощь в проектировании и постройке ПЛ 1-й серии типа «Декабрист» оказал главный механик Балтийского судостроительного завода К. И. Руберовский.
5 марта 1927 года на Балтийском заводе в Ленинграде состоялась закладка первых трёх подводных лодок, а 14 апреля 1927 года состоялась закладка ещё трёх подводных лодок на заводе в Николаеве. В конце 1930 года были подписаны приёмные акты подводных лодок «Декабрист» и «Революционер», остальные подводные лодки были приняты в следующем году.
При проведении заводских испытаний у подводных лодок был выявлен существенный недостаток конструкции — при погружении и всплытии лодка получала большой крен. 27 июля 1930 г. Малинин был арестован и обвинён во вредительстве по статье 58-6, 7, 11 и приговорён к высшей мере наказания. Также были арестованы С. А. Базилевский и Э. Э. Крюгер. Высшая мера наказания была заменена на 10 лет в исправительно-трудовых лагерях (ИТЛ). И уже с 5 января 1932 года он отбывал наказание в  Особом техническом бюро экономического управления при полномочном представительстве Объединённого государственного политического управления в Ленинградском военном округе (ОТБ ЭКУ ПП ОГПУ в ЛВО) при Балтийском заводе. Вместе с Малининым в этом бюро отбывали наказание осуждённые К. И. Руберовский, С. А. Базилевский, Э. Э. Крюгер, П. Г. Гойнкис, К. К. Перцев, Л. Х. Казин и др. В ОТБ ЭКУ ПП ОГПУ в ЛВО заключённые трудились над проектом подводной лодки «Правда» под руководством А. Н. Асафова. В 1932 году постановлением КОГПУ срок был засчитан условно и Малинин был освобождён из-под стражи. В ноябре 1930 года первая советская субмарина вошла в состав Балтийского флота. По своим техническим характеристикам она не уступала лодкам иностранных флотов. Необоснованно репрессированного Малинина и его соратников реабилитировали. Затем под его руководством были спроектированы лодки типа «Ленинец» и «Щука». Их особенностью явилась простота постройки и эксплуатации. С 20 мая 1932 года Малинин трудился в Центральное конструкторское бюро специального (подводного) судостроения № 2 (ЦКБС-2) помощником главного инженера. С мая 1933 года по апрель 1936 года занимал должность главного инженера бюро. В апреле 1939 года перешёл на работу в ЦНИИ-45.
В 1940 году Малинин по рекомендации врачей полностью перешёл на преподавательскую работу в Ленинградский кораблестроительный институт. В 1944 году, по инициативе академика, Героя Социалистического Труда А. Н. Крылова, Малинину присвоили без защиты диссертации степень доктора технических наук и с 1945 года он — профессор, а с 1948 года — заведующий кафедрой проектирования судов.
Ещё в начале 1947 года он высказал мысль о применении на подводных лодках ядерного двигателя.
Летом 1949 года здоровье инженера резко ухудшилось. После пятого инфаркта он скончался 27 сентября 1949 года. Похоронен в Ленинграде Большеохтинском кладбище (Шлиссельбургская дорога; на могиле установлена гранитная стела).

## Награды и звания
- орден Трудового Красного Знамени.
- Сталинская премия первой степени (1943).
- медали.